# Justus-Knecht-Gymnasium Bruchsal
Das Justus-Knecht-Gymnasium ist ein allgemein bildendes Gymnasium in der Stadt Bruchsal im Landkreis Karlsruhe in Baden-Württemberg. Benannt ist es nach Justus Knecht (1839–1921), einem katholischen Theologen, Schriftsteller und Weihbischof in Freiburg. Die Schule mit naturwissenschaftlichem und sprachlichem Profil kann auf eine mehr als 125-jährige Geschichte zurückblicken. Dort werden etwa 1380 Schüler von ca. 110 Lehrkräften (Stand: Schuljahr 2021/22) unterrichtet.

## Geschichte
Das heutige Justus-Knecht-Gymnasium entstand aus zwei Schulen, deren Schulgeschichte bis 1864 bzw. 1844 zurückreicht.

### „Bubenschule“ auf der Reserve
Einer der Vorläufer der heutigen Schule, die „Bubenschule“, entstand 1888 im Stadtteil Reserve als Privatbürgerschule. Sie wurde gegründet und geleitet von dem damaligen Bruchsaler Anstaltsgeistlichen Karl Gremmelsbacher (1851–1931) und wurde 1891 zur Städtischen Realschule. 1892 wurde daraus eine Staatliche Realschule, was die offizielle Gründung einer öffentlichen Schule bedeutete. Von 1902 bis 1904 fungierte Franz Sales Hochstuhl (1872–1930) als Präfekt des damals auch so genannten „Gremmelsbacherschen Internats“. 1912 wurde die Schule zur Oberrealschule und 1913 konnte dort das erste Abitur abgelegt werden. Von „liberaler Seite“ wurde allerdings Einspruch erhoben gegen die Belassung Gremmelsbachers als Schulleiter, der daraufhin pensioniert wurde. Seine Verdienste als Erzieher und Schulleiter wurden durch die anschließende Ernennung zum Hofrat gewürdigt. 1937 wurde die Schule in „Freiherr-vom-Stein-Schule“ umbenannt. 1945 wurde der Unterrichtsbetrieb kriegsbedingt unterbrochen, konnte allerdings 1946 fortgesetzt werden. Das Gebäude der ehemaligen „Bubenschule“ beherbergt heute das Schönborn-Gymnasium Bruchsal.

### „Mädchenschule“ am Friedrichsplatz
1877 entstand aus Vorläufern seit 1844 die „Städtische Höhere Töchter Schule“ am Friedrichsplatz. Rektor von 1882 bis 1886 war der nachmalige Pfarrer in Helmsheim Joseph Alois Haas. 1901 wurde ein neues Schulgebäude am Friedrichsplatz bezogen und die Schule wurde 1906 zur Staatlichen Höheren Mädchenschule, was der Schulgründung als öffentliche Schule entspricht. 1926 wurde daraus eine Mädchenrealschule, die 1937 den Namen „Mozartschule“ erhielt und wo 1940 erstmals das Abitur abgelegt werden konnte. Nach der vollständigen Zerstörung des Gebäudes am 1. März 1945 wurde der Unterricht zusammen mit den Schülern der „Freiherr-vom-Stein-Schule“ im Stadtteil Reserve wiederaufgenommen.

### Justus-Knecht-Gymnasium
1951 zog die Schulgemeinschaft aus den Gebäuden auf der Reserve in die Moltkestraße, dem heutigen Standort des Justus-Knecht-Gymnasiums um. Das Gebäude ist 1938 unter dem Namen „Karl-Schemm-Schule“ als Volksschule errichtet worden, diente ab 1942 als Lazarett und wurde am 1. März 1945 teilweise zerstört. Die Ruine wurde in „Justus-Knecht-Schule“ umbenannt und bis 1951 wieder aufgebaut. Das neue Gebäude beherbergte 29 Klassen- und Fachräume. Nach dem Einzug der Schulgemeinde als „Realgymnasium Bruchsal“ wurde die Schule 1953 in „Justus-Knecht-Gymnasium Bruchsal“ umbenannt. 1964 wurden im Hof der Schule vier Klassenräume als Pavillons errichtet, nachdem bereits 1957 Raumnot bestand und ein Antrag auf Vergrößerung der Schule gestellt war. 1966/67 wurde das Hauptgebäude um weitere 10 Klassenzimmer und zusätzliche Fachräume aufgestockt, was einer Erweiterung um 1834 m² entspricht. 1977 wurden zwei Holzbaracken auf dem Sportplatz als weitere Klassenzimmer aufgestellt, die bis in die 1980er Jahre genutzt wurden. Im Jahr 2000 wurde ein Leichtbau am Standort der Pavillons im Hof errichtet, um 10 Klassenzimmer aufzunehmen. Durch einen weiteren Anstieg der Schülerzahlen wurden von 2008 bis 2010 Klassenzimmercontainer auf dem Sportplatz aufgestellt. 2017 begannen die Planungen zur Errichtung eines „C-Baus“ auf dem Sportplatz für weitere 10 Klassenzimmer, deren Realisierung bislang allerdings aussteht. Im Jahre 2017 feierte das JKG sein 125-jähriges Bestehen.

## Entwicklung der Schülerzahlen
Im Jahr 1946 besuchten ca. 350 Schüler die Schule, 1951 ca. 750. Mit 1.550 Schülern wurde 1969 der bisherige Höchststand erreicht, der 2008 (nach einem vorübergehenden Rückgang im Jahr 1987 auf ca. 750 Schüler) mit ca. 1.500 Schülern in etwa wieder erreicht wurde. Heute besuchen ca. 1.300 Schüler das Justus-Knecht-Gymnasium Bruchsal.

## Besonderes
- Amateurfunk-AG: Das Justus-Knecht Gymnasium kooperiert seit 2013 mit dem Ortsverband Bruchsal des Deutschen Amateur Radio Clubs (DARC). Dabei werden interessierte Schülerinnen und Schüler im Rahmen der Amateurfunk-Arbeitsgemeinschaft in vielen Einzelprojekten an die Themen Amateurfunk und Elektronik herangeführt.[8][9][10] Am 1. Juli 2016 nahm die Amateurfunk-AG mit der internationalen Raumstation ISS Kontakt auf.[11][12][13]

- Im Zuge der Auseinandersetzung um die Dauer der Schulzeit wurden 2012 in der fünften Stufe am Justus-Knecht-Gymnasium zwei G8-Klassen mit 31 Wochenstunden Unterricht und fünf G9-Klassen mit 28 Wochenstunden eingerichtet. Die Differenz wachse in den folgenden Klassen auf vier bis fünf Mehrstunden pro Woche, die G9-Schüler beginnen später mit Geschichte, Gemeinschaftskunde und der zweiten sowie dritten Fremdsprache, vertieften aber dafür das Lernen in den Hauptfächern Deutsch, Mathematik und der ersten Fremdsprache, hieß es in einem Spiegel-Beitrag.[14]

- In einem Pilotprojekt wurden neun Klassenzimmer so umgerüstet, dass sie im Wesentlichen durch Sonneneinstrahlung, Tageslicht, die Wärmeabgabe der Beleuchtung und Körper-Abwärme der Schüler beheizt werden sollten. So sollte in den Klassenzimmern der Energieverbrauch um mehr als 90 Prozent gedrosselt werden.[15]

- Mit der Schülerfirma InnoArts gründeten Schüler des JKG eine reale Werbeagentur.[16] Mit dieser Schülerfirma beteiligte sich das JKG am Bundes-Schülerfirmen-Contest.[17]

- Zum 125-jährigen Jubiläum des JKG wurde am 21. Juli 2017 ein Wetterballon gestartet.[18][19]

## Ehemalige Lehrer und Schüler
- Konrad Schwaiger (* 25. April 1935; † 11. Januar 2021), Politiker (CDU), legte 1954 sein Abitur an der Schule ab
- Winfried Frey (* 10. November 1940), Hochschullehrer und Antisemitismusforscher, legte 1959 sein Abitur an der Schule ab
- Kurt Bätz (1942–1987), Religionspädagoge, war 1968 bis 1978 Religionslehrer an der Schule
- Volker Huwendiek (* 1943), Pädagoge und Hochschullehrer, 1970–1977 hauptamtlich Lehrer am Justus-Knecht-Gymnasium, bis 1999 nebenamtlich.
- Bernd Doll (* 24. März 1946),  CDU-Politiker, war von 1986 bis 2009 Oberbürgermeister der Stadt Bruchsal
- Wilhelm Barthlott (* 22. Juni 1946), Botaniker, Entdeckung und Entwicklung superhydrophober Oberflächen (Lotoseffekt)[20]
- Karl Hrynda (* 14. Juni 1950), Realschullehrer und Fußballtorwart, legte 1969 sein Abitur an der Schule ab
- Paul Rösch (* 13. Juli 1952), Ordinarius, Lehrstuhl für Struktur und Chemie der Biopolymere, Direktor des Forschungszentrum für Bio-Makromoleküle und des Nordbayerischen Zentrums für hochauflösende NMR der Universität Bayreuth
- Hanspeter Gaal (* 1954), ab 1990 Lehrer für Erdkunde und Biologie und von 2010 bis 2019 Direktor des JKG
- Roland Winter (* 22. Oktober 1954), Professor am Fachbereich Chemie, Lehrstuhl Physikalische Chemie I, Biophysikalische Chemie, der Universität Dortmund[21]
- Vanessa Wormer (* 1987), Journalistin, legte 2007 ihr Abitur an der Schule ab